# Castí
Castí (en llatí Castinus potser Flavius Castinus) va ser un general de l'emperador Honori a qui va enviar a Hispània l'any 422 amb un exèrcit per lluitar contra els vàndals. Al mateix temps un altre general d'Honori, Bonifaci, també lluitava contra els vàndals a Hispània i Castí el va ofendre de tal manera que el va fer retirar de la guerra.
A la mort d'Honori l'any 423 es creu que Castí va donar suport secretament a Joan, un alt funcionari de l'imperi proclamat emperador quan no li corresponia, i quan aquest va ser executat l'any 425, van enviar Castí a l'exili.